# 1051

## Události
- 19. května – Jindřich I. se oženil s Annou Kyjevskou v remešské katedrále.
- Godwin, earl z Wessexu, byl vyhnán z Anglie králem Eduardem Vyznavačem, neboť se odmítl zúčastnit akce proti měšťanům z Doveru. Vrátil se následující rok.
- Hilarion Kyjevský se stal prvním rodilým metropolitou na Kyjevské Rusi.
- Vilém Dobyvatel bojoval o svůj život a titul v Normandii.

## Narození
- 21. září – Berta Savojská, manželka Jindřicha IV., římskoněmecká královna a císařovna († 27. prosinec 1087)
- ? – Mi Fu, čínský básník, malíř a kaligraf († 1107)

## Úmrtí
- 22. ledna – Aelfric Puttoc, arcibiskup z Yorku (* ?)
- Pi Šeng, čínský vynálezce tisku s pohyblivými literami (* ?)

## Hlavy států
- České knížectví – Břetislav I.
- Papež – Lev IX.
- Svatá říše římská – Jindřich III. Černý
- Anglické království – Eduard III. Vyznavač
- Aragonské království – Ramiro I.
- Barcelonské hrabství – Ramon Berenguer I. Starý
- Burgundské království – Rudolf III.
- Byzantská říše – Konstantin IX. Monomachos
- Dánské království – Sven II. Estridsen
- Francouzské království – Jindřich I.
- Kyjevská Rus – Jaroslav Moudrý
- Kastilské království – Ferdinand I. Veliký
- Leonské království – Ferdinand I. Veliký
- Navarrské království – García V. Sánchez
- Norské království – Harald III. Hardrada
- Polské knížectví – Kazimír I. Obnovitel
- Skotské království – Macbeth I.
- Švédské království – Emund Starý
- Uherské království – Ondřej I.